# Сергеев, Дмитрий Валерьевич
Дмитрий Валерьевич Сергеев (род. 15 марта 1973, Клин, Московская область) — российский хоккеист, нападающий. Мастер спорта России.
Воспитанник московского «Динамо». С сезона 1991/92 играл за "Динамо-2". 10 января 1994 года в дебютной игре за «Динамо» в МХЛ против «Авангарда» (4:2) забросил шайбу. По ходу сезона 1997/98 перешёл в «Кристалл» Электросталь. Два сезона отыграл в Северной Америке за команды «Такома Сэйберкэтс» (1998/99, WCHL) и «Уилинг Нэйлерз» (1998/99 — 1999/2000, ECHL).
Вернувшись в Россию, стал выступать за нижнекамский «Нефтехимик», в сезоне 2001/02 провёл за команду только три матча. В ноябре 2002 сыграл две гостевых игры за петербургский СКА. Провёл в том сезоне одну игру за «Гомель» в чемпионате Белоруссии и 14 — за «Гомель-2». Играл в командах «Велком» Истра (2003/04, 2004/05), «Титан» Клин (2004/05), «Дмитров-2» (2006/07).

## Достижения
- Чемпион МХЛ 1995
- Второй призёр чемпионата МХЛ 1996
- Обладатель Кубка МХЛ 1996
- Финалист Кубка МХЛ 1994
- Финалист Евролиги 1997, 1998
- Обладатель Кубка Белоруссии 2003
- Второй призёр чемпионата Восточно-Европейской хоккейной лиги 2003[1]